# ホロロン
ホロロンとは、毎年1月15日の小正月の夜に岩手県久慈市で行われる年中行事。
子供たちが「ホロロン」と掛け声をかけながら家々を訪れ、菓子や小遣いをもらう様子がハロウィンに似ている。

## 概要
少なくとも1950年代までは、久慈地方一帯で小正月に子供たちが「祝ってくさえ」と言いながら家々を訪れ、正月の餅などをもらう行事が存在した。しかし現在では湊地区の「ホロロン」が現存するのみとなっている。地域団体久慈湊十日会（松前利幸会長・当時）によると、1940年頃より前に掛け声が「祝ってくさえ」から「ホロロン」に変化したという。

### 由来
岩手県教育会九戸郡部会発行の『九戸郡誌』（1936年）に
との記述があるほか、柳田國男の『妖怪談義』（1957年）にも
とあり、元来は「ナモミ」と同様の仮面の来訪神の行事だったものが子供が菓子や銭をもらう行事に変容したものではないかと推測される。

### 掛け声の意味
かつて日本全国に正月14日の夜、青少年たちが「ホトホト」などと唱えながら家々を訪れ餅や銭などをもらう風習があった。唱え言葉は「ホトホト」の他に「コトコト」「パタパタ」など地域によってバリエーションが見られるが、いずれも戸を叩く音を口で模した擬音語。
前項引用の参考文献曰く「ホロロン」はかつては「ホロロホロロ」と唱えられており、「ホトホト」との音の近さから戸を叩く音を口で模した擬音語のバリエーションではないかと推測できる。